# Pierre Tardi
Pour les articles homonymes, voir Tardi.
Pierre Antoine Ernest Tardi, né à Bastia le 4 juin 1897 et mort à Paris 5e le 5 août 1972, est un astronome et géodésien français.

## Biographie
1915 : engagé volontaire.
1918 : Lieutenant commandant une batterie - Croix de guerre 1914-1918.
1920-1939 : Affecté au Service géographique de l'armée (section de Géodésie) successivement comme lieutenant, puis capitaine (1926) et chef d'escadron (1935). Il effectue de très nombreuses missions géodésiques et astronomiques sur le terrain (Maroc, Syrie, Roumanie...)
En 1939 il est nommé répétiteur d'astronomie à l'École polytechnique puis en 1945 est nommé professeur titulaire de la chaire d'astronomie puis d'astrophysique générale, poste qu'il conservera jusqu'en 1968.
En 1941, il est affecté à l'Institut géographique national (IGN) à la constitution de cet organisme. Ingénieur en chef en 1941. Ingénieur général en 1945. Conseiller scientifique et technique du directeur général de l'IGN à partir de 1951.
Directeur de l'École nationale des sciences géographiques de 1941 à 1951.
Secrétaire général (1946-1953), puis vice-président (1953-1956), puis président (1956-1962) du Comité national français de géodésie et de géophysique.
Il est élu membre de l'Académie des sciences le 12 mars 1956 dans la section Géographie et navigation.
Pierre Tardi a été président de la Société astronomique de France (SAF) de 1964 à 1966.

## Distinctions
- Commandeur de la Légion d'honneur
- Commandeur de l'ordre des Palmes académiques
- Croix de guerre 1914–1918
- Commandeur de l'ordre du Nichan Iftikhar (Tunisie)
- Commandeur de l'ordre du Ouissam alaouite (Maroc)
- Chevalier de l'ordre de l'Étoile de Roumanie